# ISRO OV
Az ISRO OV (ideiglenes nevén: ISRO Orbital Vehicle) India emberes űrprogramjához tervezett űrhajó. Első indítását emberekkel a fedélzetén 2015 körülre tervezték, egy addig kifejlesztett GSLV Mk II hordozórakétával. Képes lesz önálló repülésre 2 fővel 7 napig, vagy 3 fővel 1-2 napig. Tervek szerint későbbiekben el lesz látva dokkolószerkezettel is. Jelenlegi tervek szerint az űrhajó tömege 3 tonna.

## Előkészületek
A kezdeti tervek 2006-ban készültek el az űrhajóról. 2007 januárjában sikeresen visszatért a földről az SRE nevű kísérleti kapszula, mely az űrhajó végleges alakját hivatott meghatározni. 2008. december 5-én együttműködést írtak alá az oroszokkal, akik segíteni fognak az építésben és az űrhajósjelöltek kiképzésében. 2009 februárjában zöld utat kapott az indiai kormány pénzügyi támogatása a programnak.

## Külső hivatkozások
- India mulls human space mission
- Indian scientists favour manned space mission Archiválva 2008. április 19-i dátummal a Wayback Machine-ben
- ISRO to discuss manned mission to moon
- ISRO press release